# Puttelange-aux-Lacs
Puttelange-aux-Lacs é uma comuna francesa na região administrativa de Grande Leste, no departamento de Mosela. Estende-se por uma área de 16,66 km². Em 2010 a comuna tinha 3 102 habitantes (densidade: 186,2 hab./km²).